# 西神納村
西神納村（にしかんのうむら）は、かつて新潟県岩船郡にあった村。

## 沿革
- 1889年（明治22年）4月1日 - 町村制施行に伴い岩船郡牧目村、南田中村、九日市村、今宿村、新飯田村、小口川村、高御堂村、潟端村、大塚村が合併し、西神納村が発足。
- 1915年（大正4年）4月20日 - 平林村との境界変更[1]。
- 1919年（大正8年）1月1日 - 平林村[2]及び神納村[3]との境界変更。
- 1947年（昭和22年）10月9日 - 昭和天皇の戦後巡幸。昭和天皇が農業会倉庫を視察（道路を隔てた向かいの神納村農業会倉庫を視察後）[4]。
- 1955年（昭和30年）1月10日 - 岩船郡神納村、平林村と合併し、神林村となり消滅。

## 学校

### 小学校
- 西神納村立西神納小学校

### 中学校
- 組合立岩船中学校

## 交通

### 鉄道路線
- 日本国有鉄道
  - 羽越本線
    - 岩船町駅

### 道路
一級国道
- 国道7号